# Fritz Machlup
Fritz Machlup (ur. 15 grudnia 1902 w Wiener Neustadt, zm. 30 stycznia 1983 w Princeton) – austriacki ekonomista. Jako jeden z pierwszych rozpoczął badania wiedzy jako zasobu ekonomicznego.

## Życiorys
Jego ojciec był drobnym przedsiębiorcą. Fritz Machlup studiował na Uniwersytecie Wiedeńskim pod kierunkiem Ludwiga von Misesa, u którego w 1925 napisał rozprawę doktorską pod tytułem Obrona standardu złota (Goldkernwahrung). W tym czasie z sukcesem rozwijał działalność gospodarczą ojca, stając się udziałowcem austriackich i węgierskich przedsiębiorstw produkujących tekturę. W tym samym okresie pełnił funkcję skarbnika (później sekretarza) Austriackiego Stowarzyszenia Ekonomicznego.
W 1933 opuścił Austrię i w ramach stypendium Rockerfellera udał się w podróż po Stanach Zjednoczonych. W 1940 uzyskał obywatelstwo amerykańskie. W latach 1935–1947 piastował katedrę na Uniwersytecie Stanu Nowy Jork w Buffalo (w tym samym miejscu wykładał Ronald Coase). W 1947 objął funkcję profesora ekonomii politycznej na Uniwersytecie Johnsa Hopkinsa. Wykładał gościnnie na wielu innych uczelniach amerykańskich i zagranicznych. W 1950 rozpoczął pionierskie badania nad problemami wiedzy oraz innowacji. W 1966 był prezesem Amerykańskiego Towarzystwa Ekonomicznego.